# Junta de Diputats dels Jueus Britànics
La Junta de Diputats dels Jueus Britànics (en anglès: Board of Deputies of British Jews) és la principal organització representativa de la comunitat jueva britànica. La junta de diputats va ser establerta a Londres en 1760, quan 7 diputats van ser nomenats pels ancians de la congregació sefardita dels jueus espanyols i portuguesos, per formar un comitè permanent, i retre homenatge al rei Jordi III en la coronació del monarca britànic, poc després, la congregació jueva asquenazita d'Europa Central i Oriental, de manera semblant, va nomenar al seu propi "comitè secret d'afers públics", per tractar amb qualsevol afer de política que pogués aparèixer, i per protegir els interessos dels jueus britànics com a comunitat religiosa, tant a les Illes Britàniques, com a les Colònies Britàniques.Aviat van començar a reunir-se més sovint, i de manera més freqüent, i en 1810, ja estaven units en una organització. La junta de diputats des de llavors ha estat un fòrum de debat àmpliament reconegut, i un lloc per expressar les opinions dels diferents sectors de la comunitat jueva britànica.